# Mauri Ryömä

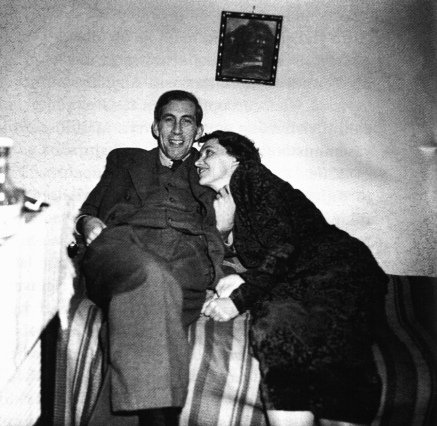
Mauri Ryömä tillsammans med hustrun Elvi Sinervo på 1950-talet.

Mauri Ryömä, född 30 oktober 1911 i Helsingfors, död 28 november 1958 i samma stad, var en finländsk politiker och läkare. Han var riksdagsman för Finlands socialdemokratiska parti (SDP) 1936–1937 samt för Demokratiska förbundet för Finlands folk (DFFF) 1945–1958.

## Biografi
Mauri Ryömä var son till Hannes Ryömä (1878–1939), känd socialdemokratisk politiker och generaldirektör för Medicinalstyrelsen. Mauri anslöt sig precis som sin far till socialdemokraterna, men räknades till partiets vänsterflygel. Efter studentexamen 1929 påbörjade han medicinska studier vid Helsingfors universitet, och anslöt sig till Akademiska socialistiska sällskapet (ASS), där han var sekreterare under 1930-talet. Samtidigt hade Ryömä nära kontakter med det underjordiska Finlands kommunistiska parti (FKP), men var på 1930-talet ännu inte partimedlem. 1936 valdes Ryömä med ett betydande röstetal till riksdagsledamot för socialdemokraterna, något som inte tilltalade partiledningen då han var känd som en frispråkig medlem av partioppositionen. Redan året därpå blev han inkallad till värnpliktstjänstgöring, vilket ledde till att hans riksdagsmannaskap avslutades. Inkallelsen följdes samma år av Ryömäs uteslutning ur partiet.
I december 1939 sände Ryömä ett öppet brev till den ledande högersocialdemokraten Väinö Tanner, där han framförde sina tankar kring vinterkrigets utbrott. Han framförde senare även en önskan om att Finland skulle inleda förhandlingar med den av Otto Ville Kuusinen ledda Terijokiregeringen, varför han anhölls i januari 1940 och sattes i skyddshäkte i tre månader. Efter att han friats från skyddshäktet grundade Ryömä genast Sällskapet för fred och vänskap mellan Finland och Sovjetunionen. Föreningen växte snabbt, och Ryömä var under en period dess ordförande. I juli 1940 greps han dock igen, och dömdes till 15 års fängelse för sitt ordförandeskap i föreningen samt för sitt brev till Tanner. Fängelseåren blev inte lätta för Ryömä, och våren 1942 försökte han begå självmord.
Som ett resultat av mellanfreden i Moskva frigavs Ryömä från fängelset redan 1944. Vid riksdagsvalet våren 1945 invaldes han som representant för Demokratiska Förbundet för Finlands Folk (DFFF). Samtidigt anslöt han sig till FKP, och var livet ut chefredaktör för kommunisternas partitidning Työkansan Sanomat. 
Ryömä avled i en trafikolycka 1958. Från 1933 till sin död var han gift med författaren Elvi Sinervo.